# Bernardo Atxaga
Bernardo Atxaga, pseudonym för Joseba Irazu Garmendia, född 27 juli 1951 i Asteasu utanför Donostia-San Sebastián, Spanien, är en baskiskspråkig författare. Atxaga är utan jämförelse den baskiske författare som nått den största läsekretsen, både i Baskien och internationellt. Han översätter själv sina verk till spanska. Sedan 2006 är han medlem i den baskiska akademin Euskaltzaindia.
Till svenska har fyra av hans romaner översatts av Ulla Roseen och givits ut på Bonniers förlag.